# イ・プー
イ・プー (伊: I Pooh) は、イタリアを代表するロックバンド。1966年にヴァレリオ・ネグリーニを中心に結成、当初は五人でデビュー。1967年に、現リーダーのロビー・ファキネッティが加入。ファースト・アルバム発売後、四人編成となる。イ・プーの曲の特徴としては、ポップス、バラード、ロック調と幅広く、「イタリアン・ポップス史上最高のバンド」と言われ、日本国内にもファンが多い。なお、名前の由来は『クマのプーさん』からとられている。結成50年を迎えた2016年をもって活動を停止。
2020年11月6日、新型コロナ感染症によりステファノ・ドラツィオが他界。2023年2月に開催されたサンレモ音楽祭のゲストとしてメンバーが再集結。S.ドラツィオへのオマージュとして“Uomini Soli”を含むメドレーを演奏。2023年にはイタリアの各都市を巡るツアーを敢行し、現在も各自のソロ活動と並行して《イ・プー》として活動を継続中である。

## 経歴
- 1966年 シングル「Vieni fuori」で Vedette レーベルよりデビュー。ファースト・アルバム『Per quelli come noi』発表
- 1968年 シングル「In silenzio / Piccola Katy」発表、最初のヒット曲となる。
- 1971年 Vedette レーベルから CBS-Sugar レーベルに移籍、Giancarlo Lucariello によるプロデュースが始まる。
- 1972年 アルバム『ミラノの映像』発表 (ゴールド・ディスクを獲得)、オーケストラを帯同したツアーを行う。
- 1973年 初のアメリカ・ツアーを行う。
- 1975年 東ヨーロッパへのツアーを行う。
- 1976年 セルフ・プロデュースをはじめる。
- 1977年 CGD レーベルに移籍。北米及び南米ツアーを行う 。
- 1980年 英語バージョンのアルバム『ハリケーン』を世界的に発表。
- 1981年 南米及びロシアへのツアーを行う。
- 1983年 世界歌謡祭参加のため来日、参加曲「星へのパスポート（Passaporto per le stelle）」入賞。
- 1990年 サンレモ音楽祭に「Uomini soli」で初参加し優勝。
- 1991年 25周年記念の劇場ツアーを行う。
- 1994年 バチカン市国でのクリスマス・コンサートで「E non serve che sia Natale」をローマ法王の前で披露。
- 2002年 音楽を監修したオリジナル・ミュージカルを元にしたアルバム『ピノッキオ』発表
- 2006年 FIFAワールドカップドイツ大会のイタリア代表公式応援ソング「Cuore azzurro (Inno ufficiale della Nazionale Italiana di calcio)」をシングルCDとして発表。
- 2010年　ステファノ・ドラツィオの後任ドラマーとして、スティーヴ・フェローンが加入。
- 2012年　クラブ・チッタの「イタリアン・プログレッシブ・フェス」にメインアクトとして出演のため来日。
- 2015年　リッカルド・フォッリとステファノ・ドラツィオのバンド復帰、ならびに結成50年の節目を迎える2016年をもってバンドを活動休止する旨がアナウンスされる。復帰したメンバーを加え、「Noi due nel mondo e nell’anima」「Chi fermera la musica」「Penciero」といった過去のヒット曲を新たにアレンジしたPVを公開。
- 2016年　12月30日、ボローニャでのライブを最後にバンドの活動を終了。
- 2020年11月6日、新型コロナ感染症によりステファノ・ドラツィオが他界。
- 2023年2月に開催されたサンレモ音楽祭のゲストとしてメンバーが再集結。S.ドラツィオへのオマージュとして“Uomini Soli”を含むメドレーを演奏。
- 2023年にはイタリアの各都市を巡るツアーを敢行し、現在も各自のソロ活動と並行して《イ・プー》として活動を継続中。

## メンバー

### 最終ラインナップ
- ロビー・ファキネッティ (Roby Facchinetti) - 1944年5月1日生まれ。リーダー、ボーカル、キーボード担当。
- レッド・カンツィアン (Red Canzian) - 1951年11月30日生まれ。1973年、脱退したリッカルド・フォッリの後任として加入。ボーカル、ベース担当。
- ドディー・ヴァターリア (Dodi Battaglia) - 1951年6月1日生まれ。ボーカル、ギター担当。
- ステファノ・ドラツィオ (Stefano D'Orazio) - 1948年9月12日生まれ、2020年11月6日死去。ボーカル、ドラム担当。2009年脱退。2015年復帰。2020年11月6日、新型コロナ感染症のため死去。
- リッカルド・フォッリ (Riccardo Fogli) - 1947年10月21日生まれ。ボーカル、ベース担当。1973年脱退。脱退後はソロとして活躍。2015年復帰。復帰後のライブでは過去の在籍時の曲のボーカル、ギターを担当。

### 旧メンバー
- ヴァレリオ・ネグリーニ (Valerio Negrini) - 1946年5月4日生まれ、2013年1月3日死去。 イ・プーの作詞に専念するために1971年に脱退。イ・プーの曲のほとんどが彼の作詞によるものである。2013年1月3日、心筋梗塞のため死去。
- マリオ・ゴレッティ（Mario Goretti） - 1945年生まれ。ギター担当。
- マウロ・ベルトーリ（Mauro Bertoli） - 1945年9月8日生まれ。ギター担当。
- ジルベルト・ファッジョーリ（Gilberto Faggioli） - 1945年生まれ。ギター担当。
- ロバート・ギロット（Robert Gillot） - キーボード担当。イギリス出身。
- スティーヴ・フェローン (Steve Ferrone) - 1950年生まれ。ステファノ・ドラツィオの脱退期間中、サポート・ドラマーを務める。イギリス出身。

## ディスコグラフィ

### アルバム
- Per quelli come noi (1966年)
- Contrasto (1969年)
- Memorie (1970年)
- 『オペラ・プリマ』 - Opera Prima (1971年)
- 『ミラノの映像』 - Alessandra (1972年)
- 『パルシファル』 - Parsifal (1973年)
- 1971/1974 (1974年) ※ベスト・アルバム
- 『ロマン組曲』 - Un po' del nostro tempo miglione (1975年)
- 『ミラノの騎士』 - Forse ancora poesia (1975年)
- 『プー・ラヴァー』 - Poohlover (1976年)
- 『ロマンの誕生』 - Rotolando respirando (1977年)
- 『ブーメラン』 - Boomerang (1978年)
- 『1975-1978』 - 1975/1978 (1978年) ※ベスト・アルバム
- 『ヴィーヴァ』 - Viva (1979年)
- 『ハリケーン』 - Hurricane (1980年) ※英語盤
- 『Stop・・・時よ止まれ』 - Stop (1980年)
- 『美しい幻想』 - Buona fortuna (1981年)
- 1978/1981 (1981年) ※ベスト・アルバム
- 『パラスポルト イ・プー・ライヴ』 - Palasport (1982年) ※ライブ・アルバム
- 『北回帰線 - 星へのパスポート』 - Tropico del nord (1983年)
- 『アロハ』 - Aloha (1984年)
- I nostri anni senza fiato (1984年) ※未発表曲編集盤
- Anthology (1984年) ※ベスト・アルバム
- 1981/1984 (1984年) ※ベスト・アルバム
- 『アジア・ノン・アジア』 - Asia non Asia (1985年)
- Giorni infiniti (1986年)
- 『グッドバイ - イ・プー・ライヴ』 - Goodbye (1987年) ※ライブ・アルバム
- 『思慮深き色彩』 - Il colore dei pensieri (1987年)
- 『オアシ』 - Oasi (1988年)
- 『孤独な人々』 - Uomini soli (1990年)
- Pooh 25 la nostra storia (1990年) ※ベスト・アルバム
- 『紺碧の空』 - Il cielo è blu sopra le nuvole (1992年)
- 『ムジカデントロ』 - Musicadentro (1994年)
- 『ロマン夜話 - イ・プー・ライヴ』 - Buonanotte ai suonatori (1995年) ※ライブ・アルバム
- 『ベスト - 浪漫大全』 - Pooh book (1995年) ※ベスト・アルバム
- 『永遠の友だち』 - Amici per sempre (1996年)
- The best of Pooh (1997年) ※ベスト・アルバム
- 『幸福の場所』 - Un posto felice (1999年)
- 『生命の歓喜』 - Cento di queste vite (2000年)
- Best of the Best (2001年) ※ベスト・アルバム
- 『ピノッキオ』 - Pinocchio (2002年)
- 『アスコルタ(聞こえし永劫)』 - Ascolta (2004年)
- 『ラ・グランデ・フェスタ(栄光の祭典) - イ・プー・グランド・ベスト』 - La grande festa (2005年) ※ベスト・アルバム
- Beat ReGeneration (2008年) ※ビート・バンドのカバー・アルバム
- Ancora una notte insieme (2009年) ※ベスト・アルバム
- Dove comincia il sole (2010年)
- Dove comincia il sole live (2011年)
- 『オペラ・セカンダ』 - Opera seconda (2012年)

### 主なシングル
- "Pensiero" ※黄金期の幕明けを飾る代表曲
- 「君をこの胸に」 - "Tanta voglia di lei" ※イタリア年間7位
- 「愛のルネッサンス」 - "Noi due nel mondo e nell'anima" ※イタリア年間8位
- 「ブーメラン」 - "Cercami" ※イタリア年間11位
- 「パルシファル」 - "Parsifal" ※全レパートリーの中でも一二を争う人気の曲
- 「君と僕の日々」 - "Io e te altri gioni" ※イタリア年間8位
- 「星へのパスポート」 - "Passaporto per le stelle " ※世界歌謡祭入賞曲
- 「ロマンのかけら」 - "Se sai se puoi se vuoi" ※シングルのみの発売曲
- 「あなた色の歌」 - "Cantero' per te" ※イタリア年間7位
- 「聖夜の雫」 - "E non serve che sia Natale"
- "Tu vivrai" ※イタリアの人気歌手、エロス・ラマゾッティ、エンリコ・ルッジェーリ、ラフ、ウンベルト・トッツィ等が参加したコラボ曲
- "Uomini soli" ※サンレモ音楽祭優勝曲